# Прапор Джексонвілла
Сучасний прапор Джексонвілла був прийнятий міською радою Джексонвілла 24 лютого 1976 року. Він був спроєктований Доном Боузманом, переможцем конкурсу дизайну перед Bold CityFest 1975 року, щорічним святкуванням консолідації уряду міста/округу.  Попередній прапор міста, розроблений Едмундом Джексоном і прийнятий у 1914 році, вважався застарілим. 
Коричневий силует Ендрю Джексона на коні взято з бронзової статуї в центрі міста та символізує історію та тезку міста. Сяйво Сонця означає світле майбутнє. На мапі силует міста/округу з річкою Сент-Джонс посередині показує консолідовану громаду та великий вплив річки. Помаранчевий колір має велике значення в «Сонячному штаті», а один із районів Джексонвілла називається Мандарин. 
Опитування проведене Північноамериканською вексилологічною асоціацією, щодо якості дизайну прапора, поставило прапор Джексонвілла на друге місце у Флориді та на 38 місце серед 150 прапорів американських міст. Він отримав 5,03 бала з 10 на основі значущості символіки, використання 2–3 основних кольорів і відмінності, хоча не відповідав критеріям простого дизайну та не відповідав критеріям «без написів чи печаток». 
Візуально незрозумілий силует під конем — це лише кінчик піхов меча Ендрю Джексона.